# Langefeld (Aurich)
Langefeld ist ein Stadtteil im Nordosten der Stadt Aurich in Ostfriesland.

## Geografie
Der Ort grenzt im Osten und Südosten an den Stadtteil Middels, im Westen und Südwesten an den Stadtteil Dietrichsfeld und im Norden an die Gemeinden Blomberg in der Samtgemeinde Holtriem sowie Dunum in der Samtgemeinde Esens. Der Ortsteil liegt etwa zehn Kilometer von der Auricher Kernstadt entfernt. Sowohl in puncto Fläche wie in puncto Einwohner zählt er zu den kleinsten Auricher Stadtteilen.

## Geschichte
Gegründet wurde Langefeld 1780/81 von dem Auricher Rentmeister Julius Dietrich Tannen (1752–1829), der rund 20 Jahre später auch für die Anlegung des heutigen und nach ihm benannten Ortsteils Tannenhausen verantwortlich zeichnete. Vor der Gründung des Ortes war die Langefelder Gemarkung als Deepe Delle (Ostfriesisches Plattdeutsch für tiefe Kuhle) bekannt, an diese Bezeichnung erinnert noch der gleichlautende Straßenname. Die Gegend befand sich in einer Senke auf der Geest, umgeben von Moor. Die Entwässerung des Moores erfolgte über das Langefelder Tief, das in das Benser Tief mündet und bei Bensersiel in die Nordsee fließt. Im Gegensatz zum Großteil des Auricher Stadtgebiets wird Langefeld also nicht über die Ems entwässert.
Angelegt wurde das Straßendorf entlang des alten Postwegs, der von Aurich nach Esens führte. In den ersten etwa 60 Jahren seiner Geschichte wuchs der Ort recht schnell: 1821 wurden 142 Einwohner gezählt, 1848 dann bereits 246. Da der Boden jedoch die zunehmende Zahl von Kolonisten nicht ernähren konnte, wanderten ab der Mitte des 19. Jahrhunderts viele Menschen aus, vor allem in die USA. Das Bevölkerungswachstum kam nahezu zum Stillstand, kurz vor Ausbruch des Zweiten Weltkriegs zählte der Ort mit 273 Einwohnern nur wenig mehr als 1848. Nach dem Krieg war der Anteil der Ostvertriebenen in Langefeld – korrespondierend mit den eher kärglichen Böden – auch entsprechend gering: 1946 betrug die Quote 5,8 Prozent und sank bis 1950 noch einmal auf 5,3 Prozent.
Durch die zunehmende Technisierung in der Landwirtschaft wurden zwar die Erträge verbessert, jedoch fielen auch Arbeitsplätze weg, so dass der Ort früh zum Auspendler-Ort wurde, vor allem in die Kreisstadt Aurich. Seit dem 1. Juli 1972 ist Langefeld einer von 21 Auricher Stadtteilen. Durch die Ausweisung von Bauplätzen ist die Zahl der Einwohner mittlerweile auf etwa 450 angestiegen.

## Politik

### Ortsrat
Der Ortsrat, der die Auricher Ortsteile Langefeld, Middels und Spekendorf gemeinsam vertritt, setzt sich aus fünf Mitgliedern zusammen. Die Ratsmitglieder werden durch eine Kommunalwahl für jeweils fünf Jahre gewählt. Die aktuelle Amtszeit begann am 1. November 2021 und endet am 31. Oktober 2026.
Bei der Kommunalwahl 2021 ergab sich folgende Sitzverteilung:
- CDU: 5 Sitze

### Ortsbürgermeister
Ortsbürgermeister ist Arnold Gossel (CDU).